# Cuth Harrison
Thomas Cuthbert Harrison, detto Cuth (Ecclesall, 6 luglio 1906 – Sheffield, 21 gennaio 1981), è stato un pilota automobilistico britannico.
Partecipò a 3 Gran Premi di Formula 1 validi per il Mondiale, debuttando a Silverstone il 13 maggio 1950. Terminò la gara al settimo posto al volante di una ERA.

## Risultati in Formula 1
| 1950 | Scuderia       | Vettura |   |     |  |  |  |  |     | Punti | Pos. |
| ---- | -------------- | ------- | - | --- |  |  |  |  | --- | ----- | ---- |
| 1950 | Pilota privato | ERA     | 7 | Rit |  |  |  |  | Rit | 0     |      |

| Legenda | 1º posto     | 2º posto | 3º posto    | A punti         | Senza punti/Non class.  | Grassetto – Pole position Corsivo – Giro più veloce |
| Legenda | Squalificato | Ritirato | Non partito | Non qualificato | Solo prove/Terzo pilota | Grassetto – Pole position Corsivo – Giro più veloce |